# Huis De Pinto
Pour les articles homonymes, voir Huis (homonymie).
La Huis De Pinto ou Huis van Pinto (littéralement « Maison de Pinto ») est un immeuble d'Amsterdam situé sur la Sint Antoniesbreestraat dans le quartier du Lastage. Il est inscrit au registre des rijksmonumenten.

## Histoire
Il a été conçu par l'architecte néerlandais du XVIIe siècle Elias Bouman, et tire son nom de la famille de banquiers juive-portugaise De Pinto, considérée comme la Famille Rothschild de l'Amsterdam du XVIIe siècle. Isaac de Pinto fut notamment proche de Guillaume IV d'Orange-Nassau et finança la guerre contre les Français. La maison est reconnaissable à sa façade italianisante que la famille Pinto rénova peu de temps après son acquisition en 1651. 
Dans le cadre d'un plan d'aménagement urbain imaginé dans les années 1970, il fut envisagé de raser une partie des habitations afin de construite une voie express, ainsi qu'une ligne de métro. Cependant, face aux contestations de la population, qui virèrent aux émeutes en 1975, le projet d'avenue fut finalement abandonné. La Huis De Pinto devint l'un des symboles de la défense de l'ancien quartier. 
Le bâtiment abrite aujourd'hui une bibliothèque municipale.